# КСС (Клайпеда)
Клайпедський регіональний спортивний союз (КСС) (лит. Klaipėdos krašto sporto sąjunga (KSS)) — колишній литовський футбольний клуб з Клайпеди, що існував у 1926—1940 роках.

## Історія
Заснований у 1926 році у Клайпеді. У 1939 році перебазований до Тельшяя. У 1940 році ліквідований.

## Досягнення
- А-ліга/Чемпіонат Литовської РСР
  - Чемпіон (6): 1928, 1929, 1930, 1931, 1936—1937, 1937—1938
  - Срібний призер (3): 1926, 1932, 1935
  - Бронзовий призер (1): 1938—1939.